# Arrondissement de Louhans
L'arrondissement de Louhans est une division administrative française, située dans le département de Saône-et-Loire et la région Bourgogne-Franche-Comté.

## Composition

### Découpage cantonal depuis 2015
Liste des cantons de l'arrondissement de Louhans :
- Cuiseaux
- Louhans
- Ouroux-sur-Saône (7 des 15 communes)
- Pierre-de-Bresse

### Découpage communal depuis 2017

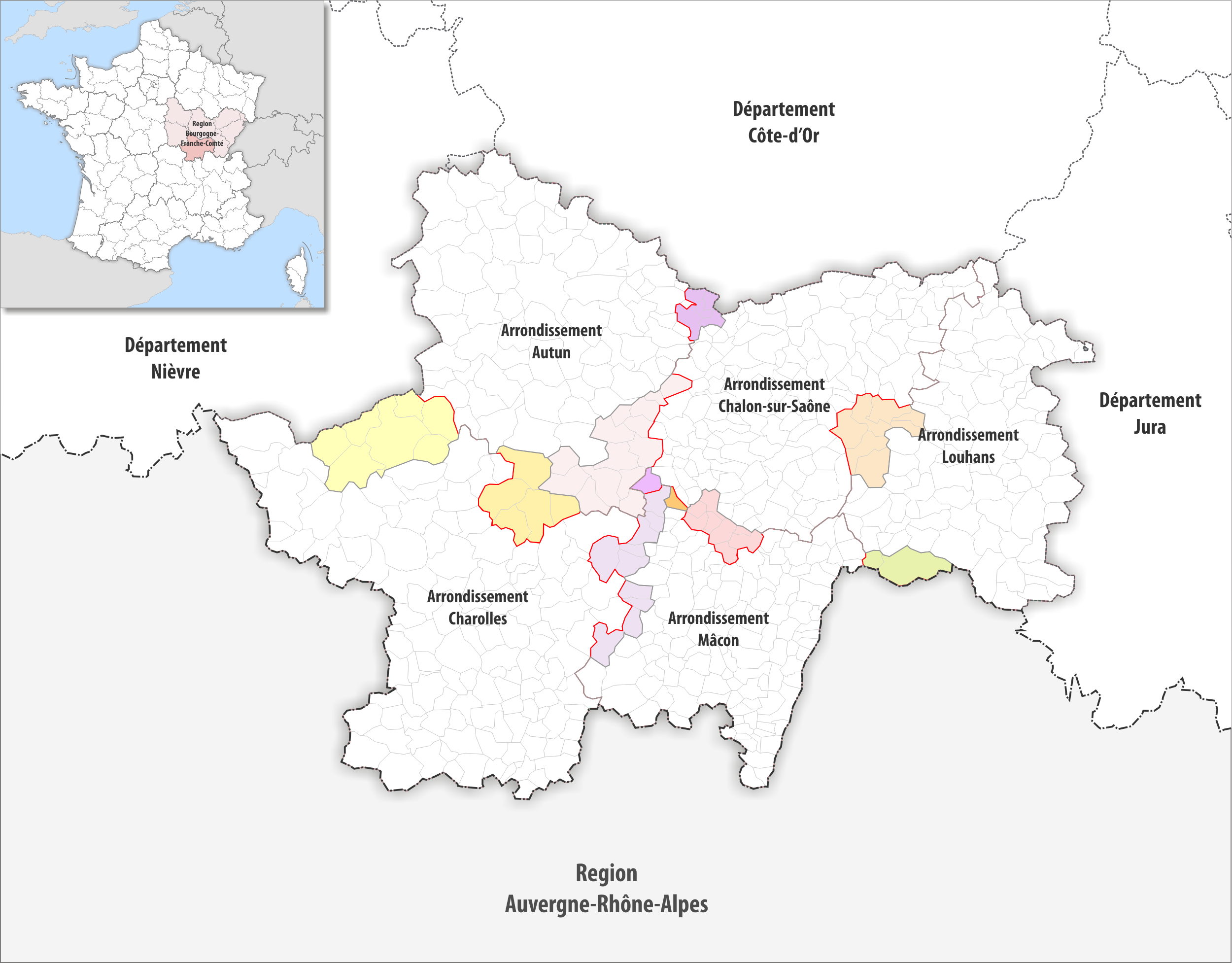
Modifications du périmètre des arrondissements de Saône-et-Loire en 2017.

Le 1er janvier 2017, l'arrondissement de Louhans passe de 79 communes à 88 communes avec l'incorporation des communes de L'Abergement-Sainte-Colombe, Lessard-en-Bresse, Ouroux-sur-Saône, Saint-Christophe-en-Bresse, Saint-Germain-du-Plain et Tronchy issues de l'arrondissement de Chalon-sur-Saône, ainsi que des communes de Romenay et de Ratenelle issues de l'arrondissement de Mâcon, ceci afin d'être en cohérence avec les intercommunalités.
Au 1er janvier 2024, l'arrondissement groupe les 88 communes suivantes :
1. L'Abergement-de-Cuisery
2. L'Abergement-Sainte-Colombe
3. Authumes
4. Bantanges
5. Baudrières
6. Beaurepaire-en-Bresse
7. Beauvernois
8. Bellevesvre
9. Bosjean
10. Bouhans
11. Branges
12. Brienne
13. Bruailles
14. Champagnat
15. La Chapelle-Naude
16. La Chapelle-Saint-Sauveur
17. La Chapelle-Thècle
18. Charette-Varennes
19. La Chaux
20. Condal
21. Cuiseaux
22. Cuisery
23. Dampierre-en-Bresse
24. Devrouze
25. Diconne
26. Dommartin-lès-Cuiseaux
27. Le Fay
28. Flacey-en-Bresse
29. Frangy-en-Bresse
30. La Frette
31. Fretterans
32. Frontenard
33. Frontenaud
34. La Genête
35. Huilly-sur-Seille
36. Joudes
37. Jouvençon
38. Juif
39. Lays-sur-le-Doubs
40. Lessard-en-Bresse
41. Loisy
42. Louhans
43. Ménetreuil
44. Mervans
45. Le Miroir
46. Montagny-près-Louhans
47. Montcony
48. Montjay
49. Montpont-en-Bresse
50. Montret
51. Mouthier-en-Bresse
52. Ormes
53. Ouroux-sur-Saône
54. Pierre-de-Bresse
55. Le Planois
56. Pourlans
57. La Racineuse
58. Rancy
59. Ratenelle
60. Ratte
61. Romenay
62. Sagy
63. Saillenard
64. Saint-André-en-Bresse
65. Saint-Bonnet-en-Bresse
66. Saint-Christophe-en-Bresse
67. Sainte-Croix-en-Bresse
68. Saint-Étienne-en-Bresse
69. Saint-Germain-du-Bois
70. Saint-Germain-du-Plain
71. Saint-Martin-du-Mont
72. Saint-Usuge
73. Saint-Vincent-en-Bresse
74. Savigny-en-Revermont
75. Savigny-sur-Seille
76. Sens-sur-Seille
77. Serley
78. Serrigny-en-Bresse
79. Simandre
80. Simard
81. Sornay
82. Le Tartre
83. Thurey
84. Torpes
85. Tronchy
86. Varennes-Saint-Sauveur
87. Vérissey
88. Vincelles

## Démographie
En 2022, l'arrondissement comptait 67 587 habitants.
| 1968   | 1975   | 1982   | 1990   | 1999   | 2006   | 2011   | 2016   | 2021   |
| ------ | ------ | ------ | ------ | ------ | ------ | ------ | ------ | ------ |
| 55 232 | 52 430 | 51 021 | 49 381 | 48 520 | 52 132 | 55 220 | 67 030 | 67 238 |

| 2022   | - | - | - | - | - | - | - | - |
| ------ | - | - | - | - | - | - | - | - |
| 67 587 | - | - | - | - | - | - | - | - |